# 曹若冰
曹若冰（1926年—），本名力群，江蘇省泰興縣人。台灣武俠小說家。

## 生平
1960年代「超技擊俠情派」，1961年以《玉扇神劍》成名。名氣雖然沒有古龍、司馬翎、諸葛青雲、臥龍生等人那麼大，但在群雄並起的台灣武俠作家中還是較為出色的一位。
他早年參軍當兵，五十年代中期涉足報界，以若冰、何真的筆名撰寫散文小品與短篇小說。1960年代初下海寫武俠，有《金劍寒梅》、《血劍屠龍》、《碧血青鋒》、《威揚北京城》等百餘部作品。曹若冰之武俠文筆簡潔，善寫打鬥武功技擊場面，寫戀情典雅可玩味，書中之俠客有凜然正氣，其作品在台灣頗為暢銷。

## 著作[3]
- 《魔中俠》
- 《干佛手》
- 《花豹子》
- 《煞星黑鳳》
- 《淡煙幻影》
- 《寶換玉笛》
- 《追魂劍客》
- 《玉帶飄香》
- 《狂簫怒劍》
- 《天龍煞星》
- 《無龍八音》
- 《玉扇神劍》
- 《玉扇神劍續集》
- 《絕劍十三郎》
- 《魔塔》
- 《百靈城》
- 《淡煙幻影》
- 《毒眼龍》
- 《金劍寒梅》
- 《金菊四絕》
- 《金扇玉簫》
- 《空香谷》
- 《龍飛鳳舞碧雲天》
- 《女王城》
- 《殺星小子》
- 《神眼劫》
- 《騰龍谷》
- 《韋小寶傳》
- 《血劍屠龍》
- 《玉帶飄香》
- 《一刀斬》
- 《玉扇神劍》
- 《玉扇神劍續》
- 《英雄槍美人血》